# Султанат Гобйо

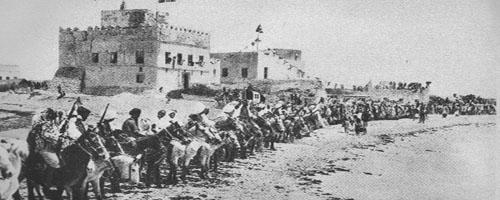
Кавалерія султанату Гобйо біля фортеці

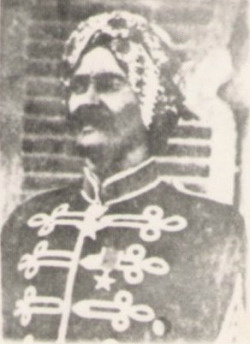
Алі Юсуф Кенадид, другий і останній султан Гобйо

Султанат Гобйо (сом. Saldanadda Hobyo, араб. سلطنة هوبيو), відомий також як Султанат Оббія — африканська держава, що знаходилась на північному сході нинішнього Сомалі та у східній частині нинішньої Ефіопії. Була заснована у 1870-х Юсуфом Алі Кенадидом, двоюрідним братом правителя Султаната Маджиртін Османа Махамуда.

## Форма правління
Султанат Гобйо, як і сусідній Султанат Маджиртін, протягом свого існування був суворо централізованою авторитарною державою та мав усі органи й атрибути інтегрованої нової держави: функціонуючий бюрократичний апарат, дворянський прошарок, титулованих аристократів, державний прапор та професійну армію. Обидві держави вели також записи їхньої діяльності, які збереглися й нині.

## Історія

### Зростання держави
Початковою метою Алі Юсуфа Кенадида було розширення своєї влади на сусідній Султанат Маджиртін, яким пізніше почав керувати його кузен Осман Махамуд. Однак він виявився неефективним правителем і в результаті був вимушений емігрувати до Ємена. У 1870-х Кенадид повернувся з Аравійського півострова з хадрамаутськими мушкетерами та групою лейтенантів. З їхньою допомогою Кенадид зміг подолати місцевий клан Хавіє та проголосити султанат Гобйо у 1878.
Наприкінці 1888 султан Кенадид уклав договір з італійцями, за яким його держава ставала італійським протекторатом. Його суперник Осман у цьому ж році підписав аналогічну угоду. Це було зроблено з метою досягнення султанами власних експансіоністських цілей; Кенадид бажав використати підтримку Італії у суперечці з султаном Занзібару щодо Варшейху, а також через боротьбу з Османом за владу над Маджиртіном. Підписавши угоду, обидва султани також сподівалися використати європейську імперську міць як гарантію збереження незалежного існування власних держав.
Терміни цих угод визначають, що Італія намагалась не створювати проблем всередині урядових адміністрацій султанатів. Султани погодилися на протекторат та економічні поступки задля грошової та військової підтримки Італії. Італійці погодилися направити кількох своїх послів задля сприяння султанам та їхнім власним інтересам.
Однак відносини між Гобйо та Італією погіршилися, коли султан Кенадид відмовився від пропозиції італійців дозволити британському військовому контингенту здійснити висадку на території султанату, щоб атакувати сили дервішів під керівництвом сомалійського націоналіста й релігійного лідера Мохаммеда Абділле Хасана. Бачачи велику загрозу зі сторони італійців, султан Кенадид утік до Адена, а потім до Еритреї, після чого новим султаном став його син Алі Юсуф. Однак на відміну від південних територій, північні султанати не підлягали прямому управлінню через підписані раніше угоди з італійцями.

### Бунт Омара Саматара
Простий народ здобув перемогу над силами султана, однак прийняв управління Італії без бою. Комісар Тривульціо, призначений керівником Гобйо, рапортував про рух озброєних чоловіків через кордони султанату до та після анексії. Готувалося продовження просування корпусу заптіє до Маджертіна, тому виникла нова загроза. 9 листопада 1925 один із командирів султана, Омар Саматар атакував та захопив Ель-Бур. Місцеві мешканці приєдналися до Саматара й досить скоро італійці почали мати справу з повномасштабною революцією — після того, як Омар повторив свій успіх, захопивши Ель-Дер. Корпус заптіє спробував відбити Ель-Бур у Саматара, однак ця спроба зазнала невдачі. 15 листопада італійці втекли до населеного пункту Буд-Буд, зазнаючи протягом усього шляху партизанських атак та втративши рішучість і певну кількість живої сили. Планувалася третя спроба атакувати Ель-Бур, однак ще до початку її виконання командир операції, лейтенант-полковник Сплендореллі потрапив у засідку та загинув між Буд-Будом та Була-Барде. Італійці втратили бойовий дух, а Омар Саматар був готовий самостійно відвоювати Гобйо. Намагаючись врятувати ситуацію, губернатор Де Веккі запросив два батальйони з Еритреї. Повстання поширилося також на Бенадір та Західне Сомалі, міць повстанців Омара зростала.
Катастрофа у Гобйо шокувала італійських політиків у Римі. Італійська столиця проінформувала Де Веккі щодо отримання ним підкріплення з Еритреї, однак командування військами прийняв командир батальйонів з Еритреї, а Де Веккі був відправлений у Могадішо та сильно урізаний у повноваженнях. 
Ситуація надто сильно ускладнювалася, тому Де Веккі взяв з собою в Могадішо колишнього султана Алі Юсуфа. Муссоліні задався ціллю відвоювати Гобйо та відправився до Маджиртіна. Було вирішено відновити Алі Юсуфа на посаді. Однак через те, що впливові клани були на боці Омара Саматара, ця ідея була не такою життєздатною, як здавалося.
Перед прибуттям підкріплення Де Веккі обрав давню тактику «поділяй та володарюй» та пообіцяв великі винагороди, гроші та престиж тим кланам, які стануть на бік італійців. Міжкланове суперництво було справжнім прокляттям сомалійських держав ще з незапам'ятних часів, тому дивно, що ця стратегія не була задіяна раніше — вона виявилась набагато ефективнішою, ніж еритрейські полки у придушенні заколоту.
Після того, як повстання втратило бойовий дух та було введено військове підкріплення з Еритреї, італійці відвоювали Ель-Бур 26 грудня 1925, що змусило Саматара відступити до Західного Сомалі.
Нині на честь Омара Саматара названа середня школа в місті Галькайо.